# (36332) 2000 ND1
2000 ND1 (asteroide 36332) é um asteroide da cintura principal. Possui uma excentricidade de 0.10355420 e uma inclinação de 27.94235º.
Este asteroide foi descoberto no dia 2 de julho de 2000 por Spacewatch em Kitt Peak.